# Народна скупштина Краљевине СХС 1922.
Редовни сазив Народне скупштине Краљевине Срба, Хрвата и Словенаца је одржан од 20. октобра до 19. децембра 1922.

## Редовни сазив за 1922.
Коалиција између Народне радикалне и Југословенске демократске странке била је, крајем 1922, уздрмана тако да је било све мање изгледа да ће се сарадња тих двеју најјачих странака моћи да настави. У таквој атмосфери Народна скупштина наставила је рад 20. октобра 1922, y своме другом редовном сазиву. За председника Народне скупштине био је y томе сазиву изабран др. Едо Лукинић, за I потпредседника Милорад Вујичић, за II потпредседника др. Хамдија Карамехмедовић, a за секретаре били сy изабрани Сретен Вукосављевић, Милан Милојевић, Ранко Рајар и Војислав Јањић.
6. новембра седнице су отворене читањем указа, па се прешло на избор сталних скупштинских одбора. Међутим само после неколико дана рада кабинет Николе Пашића демисионирао је, па је Народна скупштина прекинула рад до образовања новог кабинета. После кризе која је дуже трајала образована је нова влада Николе Пашића, a њени чланови припадали су искључиво Народној радикалној странци, па је према томе кабинет Пашићев био хомогени радикални кабинет, који y Народној скупштини не би могао добити потребну подршку. Чим се представила Народној скупштини, влада Николе Пашића саопштила је указ којим се Народна скупштина, изабрана као уставотворна, a доцније претворена y редовну, распушта, с тим да се нови избори изврше y земљи 18. марта 1923, за четворогодишњи период од 1923—1926, a да се Народна скупштина састане y ванредан сазив 16. априла 1923.
У току кратког рада Народна скупштина примила је само закон о ванредном кредиту од 800.000,000 динара за војне потребе и закон о исплати ратне штете.